# Turisme de Barcelona
Turisme de Barcelona, és un consorci dedicat a la promoció de la ciutat de Barcelona com a destinació turística. El consorci està participat per l'Ajuntament de Barcelona, la Cambra de Comerç, Indústria i Navegació de Barcelona i la Fundació Barcelona Promoció. Es va crear l'any 1993 i té la seu al Passatge de la concepció, 7 de Barcelona.
El consorci duu a terme accions de promoció, difusió i comercialització en els principals mercats emissors del món i s'adreça als diferents segments del mercat que són del seu interès (congressual, de creuers, de vacances, cultural, etc.). Així mateix dona al sector turístic de la ciutat la possibilitat de participar activament en les seves promocions, intervenir en la prestació de serveis i presentar els productes propis davant la demanda internacional. El nombre de turistes a la ciutat és de 15,6 milions (2024). Les pernoctacions en tot tipus d'establiments són de 30 milions. Es tracta d'un sistema de gestió pública i privada considerat un model de referència internacional.

## Història
El Consorci Turisme de Barcelona va ser creat l'any 1993 per l'Ajuntament de Barcelona, la Cambra Oficial de Comerç, Indústria i Navegació de Barcelona i la Fundació Barcelona Promoció amb l'objectiu de promocionar la ciutat com a destinació turística, recollint les accions de promoció realitzades des de la Cambra de Comerç de Barcelona i molt especialment la tasca duta a terme pel Patronat Municipal de Turisme des de l'any 1981.
Des de llavors treballa per promocionar la ciutat amb diversos projectes, que van des de l'assistència a fires de turisme com visites comercials, presentacions de Barcelona, participació en workshops, viatges de familiarització (fam trips), organització d'actes, viatges de premsa, publicació de butlletins o programes per millorar l'atenció al turista.
Progressivament es van organitzant campanyes dedicades a temes especials, com el 2011, quan es va fer una acció especial per definir un nou eix promotor de la ciutat, Esglésies, claustres i art religiós. A finals de 2011 comptava amb 763 companyies integrants.

## Organització
El Consell General de Turisme de Barcelona està format per tres vice-presidents i 26 vocals: 11 representants designats per l'Ajuntament; 12 per la Cambra de Comerç; i 3 patrons de la Fundació Barcelona Promoció, així com el director general del consorci, entre d'altres. El Comitè Executiu el presideix un vocal de la Cambra per delegació del president d'aquest ens, i consta de dues vice-presidències. Així mateix, integra tres vocals de l'Ajuntament i tres més de la Cambra, un patró de la Fundació i el director general del consorci. L'alcalde de Barcelona és el president del Consell General de Turisme de Barcelona.

## Finançament
El 95% del pressupost de l'organisme de promoció es deu a la generació de recursos propis, mentre que el 5% restant prové de les aportacions institucionals de l'Ajuntament de Barcelona i de la Cambra Oficial de Comerç, Indústria i Navegació de Barcelona. Unes 700 empreses locals fan aportacions econòmiques per dinamitzar la promoció turística de la ciutat.

## Programes
Actualment Turisme de Barcelona gestiona diversos programes:
- Barcelona Shopping Line: Enfocat a la promoció del comerç a la ciutat
- Barcelona Convention Bureau (BCB): Compta amb 326 membres associats i promou el turisme de negocis a la ciutat. El 2011, entre jornades, cursos i congressos es van realitzar més de 2.200 reunions a la ciutat, que van implicar més de 600.000 persones. Destaquen el Mobile World Congress.[5]
- Barcelona Gastronomia: Amb 169 a finals de 2011, és un programa que promou l'activitat gastronòmica a la ciutat.
- Barcelona Premium: Està pensat per atraure turisme d'alt poder adquisitiu.[8]
- Barcelona Sports: Promoure els esdeveniments esportius de dimensió internacional del calendari anual de la ciutat, com el GP Fórmula 1, la Marató o el Barcelona Open.[5]
- Barcelona Cultura i Lleure: Programa creat el 2009 per promocionar l'oferta cultural i de lleure de la ciutat, amb 75 membres actius.[5]

## Productes i serveis
- Barcelona Bus Turístic: Servei creat el 1987 i gestionat conjuntament amb TMB. El 2012 se li va organitzar una exposició commemorativa, amb el títol 25 anys compartint èxits a l'Espai Mercè Sala, a l'Estació de Diagonal. El servei va començar l'any 1987 amb la línia 100 del servei de bus, anomenada Descobrim Barcelona, va anar evolucionants fins a la incorporació d'una flota d'autobusos de dos pisos (1996), una ruta pel Fòrum (2004) o el Bus Turístic de Nit (2006).
- Barcelona Walking Tour
- Barcelona Card: És una targeta de descomptes en transport, oci o espais culturals i és vàlida per entre 2 i 5 dies.[9]
- Monument a Colom: Gestió del Monument a Colom

Usuaris Barcelona Card
| 1997 | 1998   | 1999   | 2000   | 2001   | 2002   | 2003   | 2004   | 2005    | 2006    | 2007    | 2008    | 2009    | 2010    | 2011    |
| 734  | 10.218 | 16.055 | 23.429 | 26.676 | 44.691 | 60.333 | 80.951 | 100.853 | 107.632 | 129.119 | 127.632 | 124.745 | 130.777 | 160.662 |

## Premis i reconeixements
El Turisme de Barcelona ha rebut diversos premis i reconeixements:
- 2011 - Certificació Biosphere (destinació turística sostenible).[5]
- 2011 - Premi Conde Nast a la millor destinació urbana.[5]
- 2011 - EITBM Stand Award al millor estant per fer negocis dirant el Barcelona Convention Bureau.[5]